# Pseudechiniscus goedeni
Pseudechiniscus goedeni är en djurart som tillhör fylumet trögkrypare, och som beskrevs av Grigarick, Mihelcic och Schuster 1964. Pseudechiniscus goedeni ingår i släktet Pseudechiniscus och familjen Echiniscidae. Inga underarter finns listade i Catalogue of Life.